# Gaelle Alakame Anzong
Gaelle Alakame Anzong, née le 3 janvier 1996 à Bertoua, est une lutteuse camerounaise.

## Carrière
Gaelle Alakame Anzong est médaillée d'argent dans la catégorie des moins de 65 kg aux championnats d'Afrique 2018 à Port Harcourt.